# Унгергаузен
Унгергаузен (нім. Ungerhausen) — громада в Німеччині, знаходиться в землі Баварія. Підпорядковується адміністративному округу Швабія. Входить до складу району Унтеральгой. Складова частина об'єднання громад Меммінгерберг.
Площа — 7,02 км2. Населення становить 1108 ос. (станом на 31 грудня 2020).

## Галерея

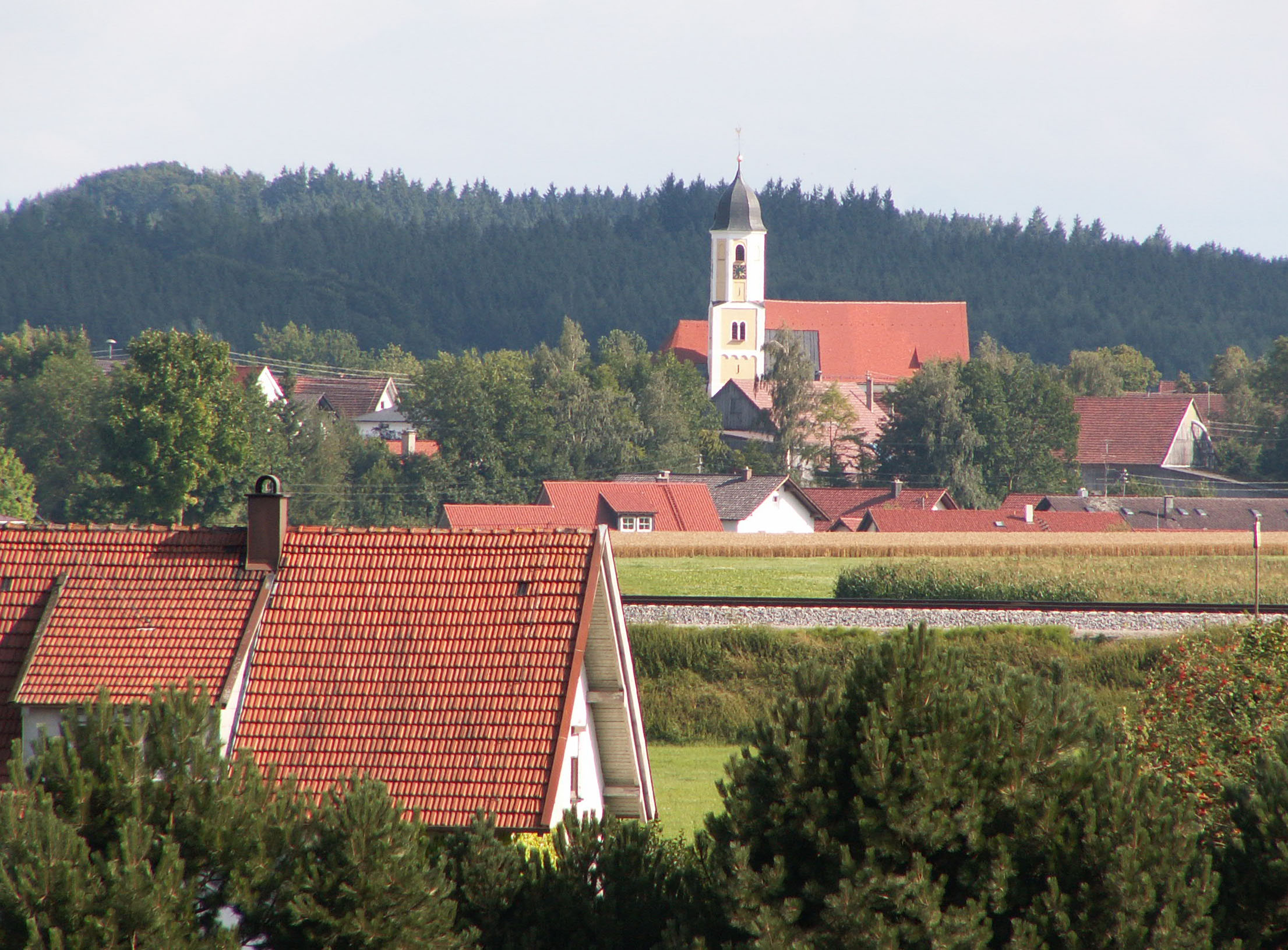
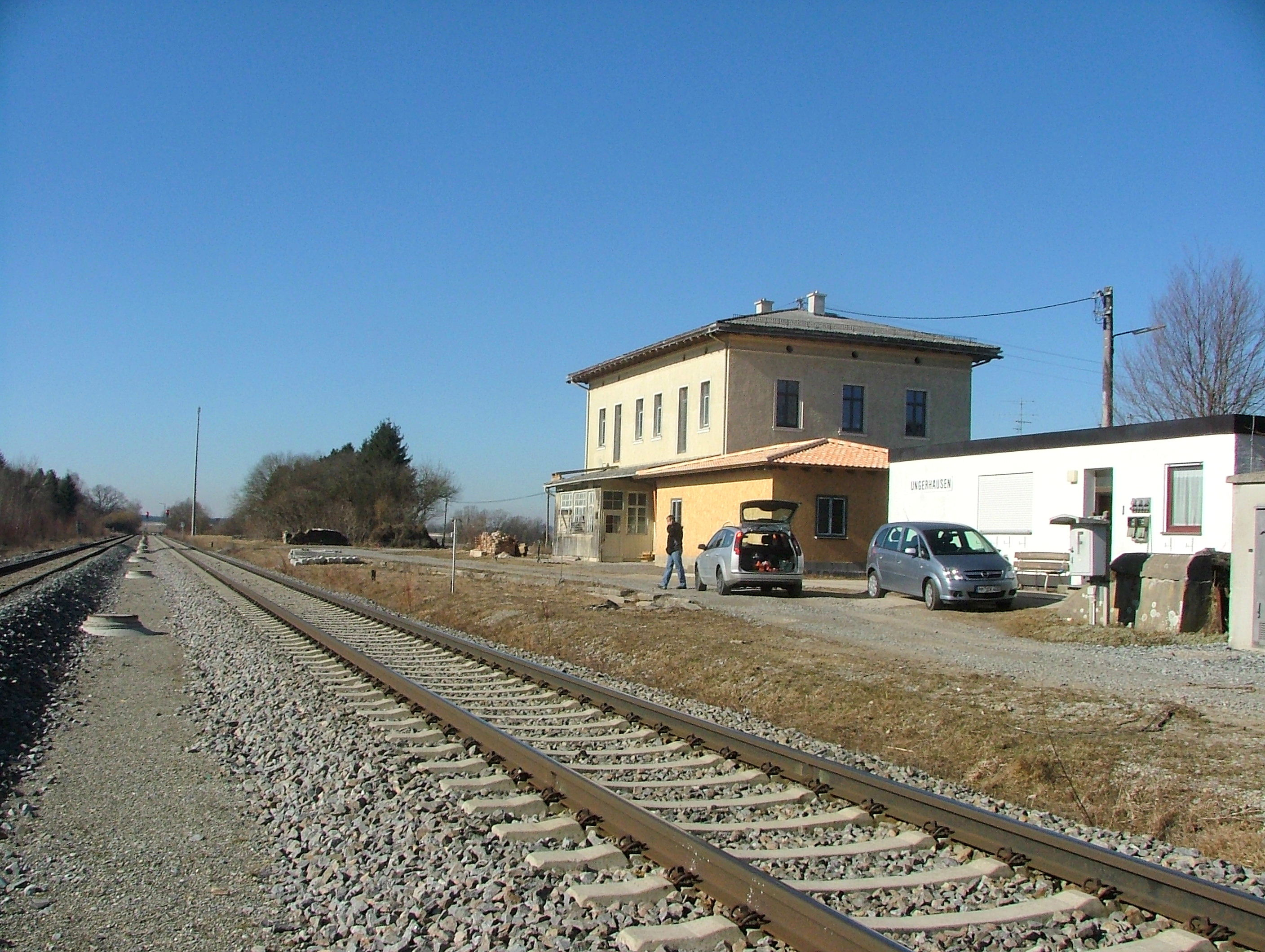